# 1re escadrille
Pour les articles homonymes, voir 1re escadre.
La 1re escadrille (néerlandais : 1ste Smaldeel et anglais : 1st Squadron), est une escadrille de F-16 du 2e Wing tactique de la composante aérienne des forces armées belges.
La 1re escadrille de chasse fut la toute première escadrille de chasse de la force aérienne belge. Elle fut créée durant la Première Guerre mondiale, réorganisée en une unité de chasse et fut intégrée à un wing de chasse avant la fin de la guerre.

## Historique
Le 16 avril 1913 est créé à Brasschaat la Compagnie des aviateurs. Elle est constituée de quatre escadrilles numérotées de I à IV. L’Escadrille I effectue sa première mission de guerre le 3 août 1914. 
Le 22 février 1916, l'Escadrille I est transformée en la 1re escadrille de chasse. 
Le capitaine Fernand Jacquet et le Lieutenant Louis Robin gagnèrent la première victoire de l'escadrille le 16 avril 1915. L'escadrille comptabilise 15 victoires homologuées parmi les 52 victoires proclamées. Elle perdit 5 pilotes au champ d'honneur et 1 dans un accident.
En août 1917, lors de la réception de leur nouvel appareil Hanriot-Dupont 1, l'insigne de l'escadrille, un chardon d’Écosse, est peint par André de Meulemeester pour la première fois sur un appareil. La devise de l'escadrille Nemo me impune lacessit, fut choisie par la même occasion. 
En mars 1918, elle sera réorganisée, déménage à Schaffen et devint la 9e escadrille. Elle est intégrée au 2e groupe de chasse. Elle est équipée de SPAD XIII puis de Nieuport-Delage NiD.29. Elle change plusieurs fois de dénomination. 
En 1927, elle est équipée de BH 21 puis reçoit en 1929 des Fairey Firefly I. Elle est renommée la même année en 2e escadrille du 1er groupe de chasse du 2e régiment d'aéronautique. 
En 1939, elle se voit dotée d'Hurricane Mk I.
Le 10 mai 1940, l'escadrille est quasi entièrement détruite au sol sur la base aérienne de Schaffen. Deux Hurricane parviennent malgré tout à décoller et à rejoindre la base aérienne de Beauvechain mais seront détruits le lendemain. La 2e escadrille est ainsi dissoute mais quelques pilotes parviennent à atteindre l'Angleterre pour poursuivre les combats dans les rangs de la RAF.
Après la Seconde Guerre mondiale, la force aérienne belge moderne fut mise sur pied en 1946. L'insigne au chardon est attribué à la 351e escadrille du 161e Wing de la base aérienne de Florennes. 
Le 10 janvier 1948, cette unité est rebaptisée 1re escadrille du 2e Wing et reprend les traditions de la 1re escadrille de chasse de 1917.
En juillet 1971, l'escadrille quitte Florennes pour Bierset pour constituer le 3e Wing tactique avec la 8e escadrille. 
En 1989, elle est dotée de F-16 et déménage vers Florennes avec la 42e escadrille.

## As
- André De Meulemeester
- Fernand Jacquet
- Jan Olieslagers
- Willy Coppens[4],[5]

## Aérodromes

### Première Guerre mondiale
- Coxyde : février 1916 - juin 1916
- Les Moëres : juin 1916 - mars 1918[4],[5]

### Entre-deux-guerres
- Schaffen

### À partir de 1946
- Florennes : 1948-1971
- Bierset : 1971-1989
- Florennes : 1989–Actuellement

## Équipement

### Première Guerre mondiale
1. Nieuport 10
2. Nieuport Éclaireurs
3. Nieuport 16
4. Nieuport 17
5. Hanriot HD.1
6. Sopwith Camel[4],[5]

### Entre-deux-guerres
1. SPAD XIII
2. Nieuport-Delage NiD.29
3. BH 21
4. Fairey Firefly I
5. Hurricane Mk I

### À partir de 1946
1. Spitfire XIV
2. F-84 E/G/F
3. Mirage 5BA[6]
4. F-16 Fighting Falcon[7]

## Missions
Opérations offensives conventionnelles et missions de reconnaissance aérienne.
- 1997 - opérations Deliberate Guard puis Joint Guard au-dessus de la Bosnie-Herzégovine dans le cadre de la SFOR
- 1999 - Opération Allied Force, mission air-sol menée en Serbie et au Kosovo.
- 2004, 2007, 2013, 2015 et 2016 - missions OTAN Baltic Air Policing en Lituanie, Pologne et Estonie
- 2005 - opération Eastern Eagle en Afghanistan  dans le cadre de ISAF
- 2008 - opération Guardian Falcon  dans le sud de l'Afghanistan
- 2011 - mission OTAN United Protector au-dessus de la Libye
- 2014 - operation Desert Falcon au-dessus de l'Irak

## Sources
- (en) Cet article est partiellement ou en totalité issu de l’article de Wikipédia en anglais intitulé « 1st Squadron (Belgium) » (voir la liste des auteurs).
- Historique sur le site Les ailes militaires belges
- Site de l'armée belge
- Jacques P. Champagne et Gaston L. Detournay, Blasons familiers d'une chevalerie nouvelle, Arlon, Éditions Caractère
- Jean A. Mangin, Jacques P. Champagne et Marcel A. Van Den Rul, Sous nos ailes, Arlon, G. Everling, 1977.
- (en) Walter M. Pieters, Above Flanders' Fields : A Complete Record of the Belgian Fighter Pilots and Their Units During the Great War, 1914-1918, Grub Street, 1998, 123 p. (ISBN 1-898697-83-3 et 9781898697831)
- Air Action 19. Guhl & Associés, 1990. ISSN 0992-065X.